# Бродзький Віктор Петрович

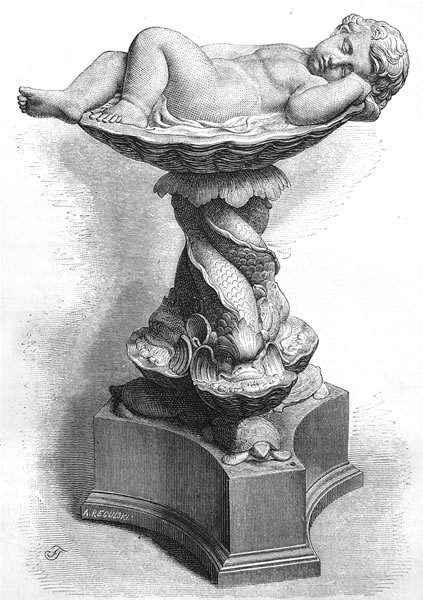
Скульптура Бродзького «Амур, що спить у мушлі»

Ві́ктор Петро́вич Бро́дзький (пол. Wiktor Brodzki; рос. Виктор Петрович Бродзкий; 1826, Охотівка, Волинська губернія — 1904, Рим, Італія) — польський скульптор родом із Волині, який освіту здобув у Санкт-Петербурзі, а жив у Римі.

## Біографія
31 липня (12 серпня) 1845 року занесено до списку дворян Волинської губернії синів Петра Бродзького, внуків Ігнатія Петрова — Віктора-Поліарха та Казимира-Войцеха .
У Петербурзькій академії мистецтв працював під керівництвом російського скульптора італійського походження Джованні Віталі й отримав малу золоту медаль за статую Адоніса, що відпочиває. Тоді ж виконав барельєфний бюст великої княгині Олександри Йосипівни та бюст композитора Аполлінарія Контського. 1861 року здобув звання академіка за фігури «Амур, що спить і прокидається» та «Зефір, що гойдається на гілці». 1868 року здобув звання професора за твори «Мармуровий коминок», групи «Перше кохання» та «Втеча з Помпеї».
Оселившись остаточно за кордоном, Бродзький до кінця життя мешкав у Римі та від 1870 року майже зовсім не з'являвся на виставках.
Виконав чимало творів із мармуру та бронзи, до 30 монументів, статуй і груп та до 65 бюстів і медальйонів. У Російському музеї імператора Олександра III в Санкт-Петербурзі (нині Державний Російський музей) зберігається мармурова група Бродзького «Спаситель із двома ангелами».